# Caetano da Anunciação Brandão

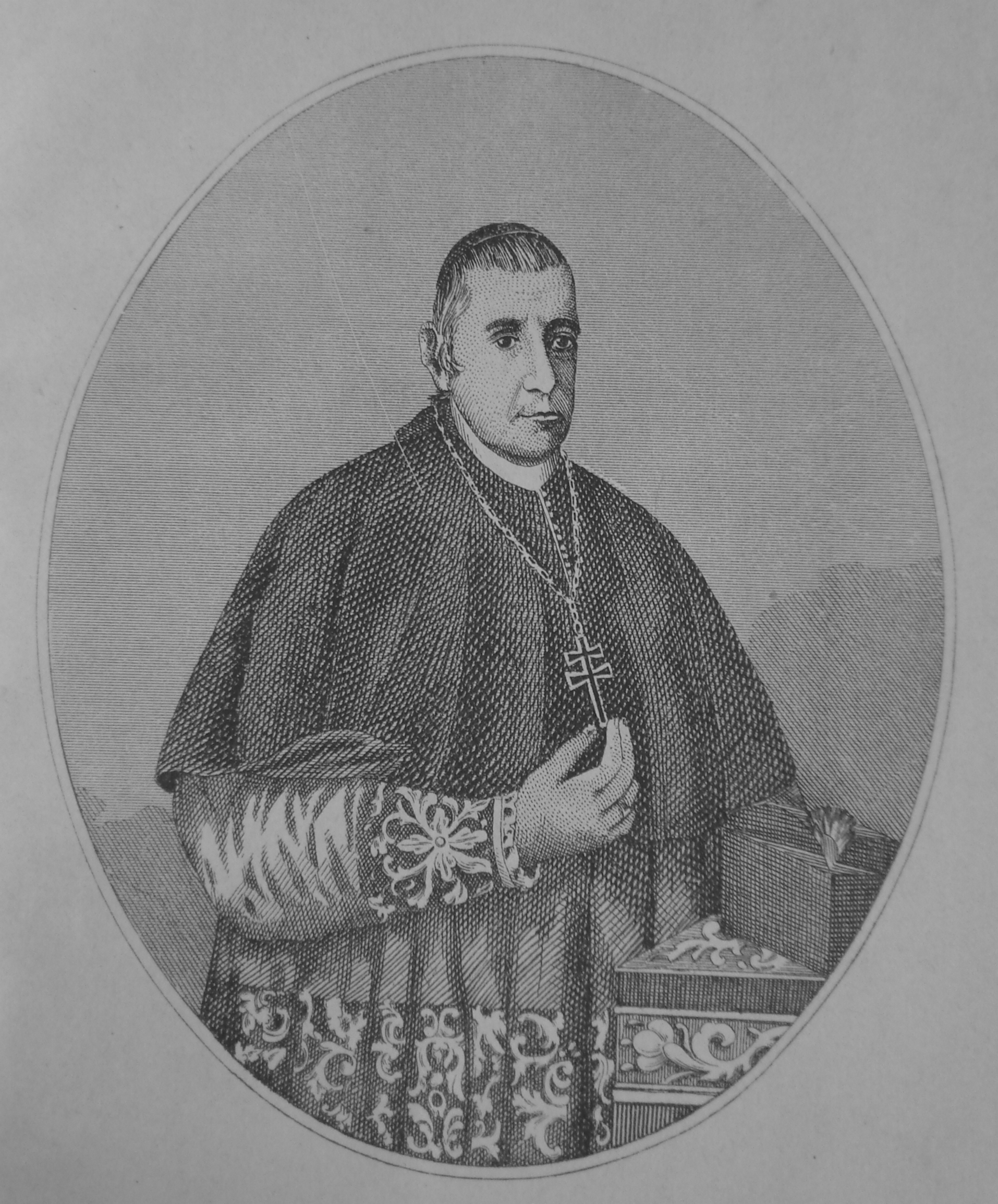
Erzbischof Caetano da Anunciação Brandão

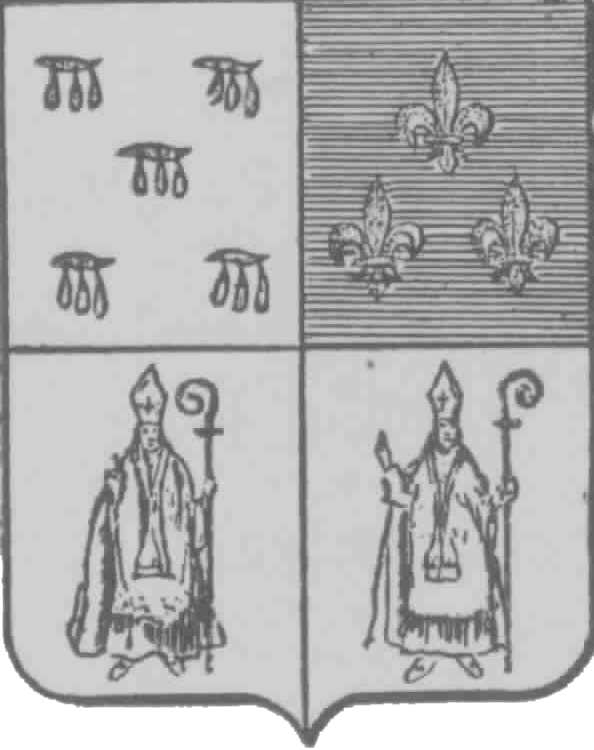
Wappen von Caetano da Anunciação Brandão

Caetano da Anunciação Brandão TOR (* 11. September 1740 in Quinta do Limoeiro (Gemeinde Loureiro), Portugal; † 15. Dezember 1805 in Braga) war ein portugiesischer Ordensgeistlicher und römisch-katholischer Erzbischof von Braga.

## Leben
Caetano da Anunciação Brandão trat der Ordensgemeinschaft der Regulierten Franziskaner-Terziaren im Colégio São Pedro da Terceira Ordem da Penitência in Coimbra bei und legte am 28. November 1759 die Profess ab. Nach dem Studium der Katholischen Theologie an der Universität Coimbra wurde Brandão am 17. März 1764 zum Diakon geweiht und empfing am 22. September desselben Jahres das Sakrament der Priesterweihe.
Am 8. August 1782 ernannte ihn Königin Maria I. von Portugal zum Bischof von Belém do Pará. Nachdem Papst Pius VI. am 16. Dezember desselben Jahres seine Ernennung bestätigt hatte, spendete ihm der Erzbischof von Goa, Francisco da Assunção e Brito OESA, am 2. Februar 1783 die Bischofsweihe; Mitkonsekratoren waren der emeritierte Bischof von Mariana, Bartolomeu Manoel Mendes dos Reis, und der Bischof von Macau, Alexandre da Silva Pedrosa Guimarães.
Am 20. November 1789 bestellte ihn Königin Maria I. zum Erzbischof von Braga und Pius VI. bestätigte am 29. März 1790 diese Ernennung. Die Amtseinführung erfolgte am 28. Juni desselben Jahres.